# Anna Kakurukaze Mungunda (Schiff)
Die Anna Kakurukaze Mungunda ist ein Fischereischutzboot des Ministeriums für Fischerei und Meeresressourcen Namibias.

## Geschichte
Das Schiff wurde unter der Baunummer 499 auf der Werft Construcciones Navales P. Freire im spanischen Vigo gebaut. Die Kiellegung fand am 14. November 2002, der Stapellauf am 10. September 2003 statt. Die Fertigstellung des Schiffes erfolgte Ende 2003.
Das Schiff ist nach Anna Mungunda benannt, einer Aktivistin in der namibischen Unabhängigkeitsbewegung gegen die Besetzung des Landes durch Südafrika. Es wird unter anderem für die Fischereiaufsicht und wissenschaftliche Aufgaben vor der Küste Namibias eingesetzt. Darüber hinaus kann es für Such- und Rettungseinsätze, Brandbekämpfung auf See, Bekämpfung von Ölunfällen und das Schleppen anderer Schiffe sowie für medizinische Hilfseinsätze genutzt werden.

## Technische Daten und Ausstattung
Das Schiff wird von zwei Deutz-Dieselmotoren (Typ: SBV 8M 628) mit jeweils 1500 kW Leistung angetrieben. Die Motoren wirken über Untersetzungsgetriebe auf zwei Verstellpropeller. Das Schiff ist mit einem elektrisch angetriebenen Bugstrahlruder ausgestattet. Für die Stromerzeugung an Bord stehen drei von Deutz-Dieselmotoren (Typ: BF 8M 1015 MC) angetriebene Generatoren zur Verfügung. Außerdem wurde ein Notgenerator verbaut.
An Bord können 28 Personen untergebracht werden.